# Larbi Grini
Larbi Grini (ar. العربي جريني ;ur. 7 stycznia 1989) – algierski judoka.
Uczestnik mistrzostw świata w 2009. Startował w Pucharze Świata w 2011, 2012 i 2015. Piąty na igrzyskach śródziemnomorskich w 2009. Triumfator igrzysk afrykańskich w 2011. Zdobył trzy medale na mistrzostwach Afryki w latach 2011–2015. Trzeci na igrzyskach wojskowych w 2011. Drugi na igrzyskach panarabskich w 2011 roku.